# メタノサルキナ属
メタノサルキナ属（Methanosarcina、メタノサルシナ）は、多様な淡水域・哺乳類の消化器官に分布するメタン生成古細菌である。水素のほか有機酸やアルコールなどもメタン生成の基質として用いることができる。メタノサルキナの発見は1930年代にまで遡り、メタン菌の中でも最も古い部類に入る。
形態は球菌が基本で、それらが多数集まったサルキナ様の群体を形成する種も多い。個々の細胞を包むS層の外側に、動物組織に存在するコンドロイチンに似たメタノコンドロイチンを持ち群体を形成する。属名はこの形態に由来しており、ラテン語でメタン+Sarcina（サルキナ、包み）を意味している。
栄養的には通性独立栄養または従属栄養的に増殖する。メタノサルキナはメタン菌の中でも特に多様な物質をメタン生成の基質に利用することが可能であり、水素-二酸化炭素系のほかに、ギ酸、酢酸、メタノール、メチルチオール、メチルアミン、一酸化炭素などを利用することができる。酢酸を基質に反芻動物の胃やメタン発酵装置でしばしば優占する。人間の大腸からも分離されている。
ゲノムサイズは記載されている古細菌の中では最大である。Methanosarcina acetivorans C2Aのゲノムサイズは575万1492bp、ORFは4540箇所であり、解析時は全原核生物の中でも4番目に大きいものであった。他にM. barkeri（483万7408bp）、Methanosarcina mazei（409万6345bp）のゲノムが解読されている。

## 分類
- Methanosarcina barkeri（基準種） - M. acetivorans - M. baltica - M. lacustris - M. mazei - M. semesiae - M. siciliae - M. thermophila - M. vacuolata